# The Great Debaters
Pour les articles homonymes, voir Grand débat.
Pour plus de détails, voir Fiche technique et Distribution.
The Great Debaters ou Le Grand Débat au Québec est un film biographique américain réalisé par Denzel Washington, sorti en 2007.
Écrit par Robert Eisele, produit par Oprah Winfrey et sa société de production Harpo Productions, le film met en vedette Forest Whitaker, Kimberly Elise, Nate Parker, Gina Ravera, Jermaine Williams et Jurnee Smollett. Le film est basé sur un article du magazine American Legacy de 1997 sur l'équipe de débat du Wiley College (en) de Tony Scherman.

## Synopsis
Dans les années 1930, le professeur Melvin B. Tolson décide d'entraîner l'équipe de débat du Wiley College, un lycée pour Afro-Américains à Marshall au Texas. Le Sud des États-Unis est à cette époque marqué par la ségrégation raciale notamment via les lois Jim Crow. De plus, le pays subit la Grande Dépression. Comme d'autres Etats, le Texas est en pleine mutation.
L'équipe de débat de Wiley semble si prometteuse qu'elle va affronter celle de la prestigieuse université Harvard. Parmi l'équipe de Wiley, le jeune James L. Farmer, Jr., 14 ans, futur cofondateur du Congress of Racial Equality.

## Fiche technique
Sauf indication contraire, les informations mentionnées dans cette section peuvent être confirmées par la base de données cinématographiques IMDb,  présente dans la section « Liens externes ».
- Titre original et français : The Great Debaters
- Réalisation : Denzel Washington
- Scénario : Robert Eisele, d'après un article de Tony Scherman
- Musique : Peter Golub et James Newton Howard
- Photographie : Philippe Rousselot
- Montage : John Breinholt et Hughes Winborne
- Décors : David J. Bomba
- Costumes : Sharen Davis
- Production : Molly Allen, Todd Black, David Crockett, Kate Forte, Joe Roth, Denzel Washington et Oprah Winfrey
- Budget : 15 millions de dollars
- Pays de production : États-Unis
- Format : Couleurs - 2,35:1 - 35 mm - son DTS / Dolby Digital / SDDS
- Genre : Drame
- Durée : 126 minutes
- Dates de sortie :
  - États-Unis : 11 décembre 2007 (avant-première à Hollywood)
  - Canada, États-Unis : 25 décembre 2007

## Distribution
- Denzel Washington (VQ : Jean-Luc Montminy) : Melvin B. Tolson (en)
- Nate Parker (VQ : Frédéric Paquet) : Henry Lowe
- Jurnee Smollett (VQ : Catherine Hamann) : Samantha Booke
- Denzel Whitaker (VQ : Nicolas Bacon) : James Farmer Jr.
- Jermaine Williams (VQ : Frédéric Millaire-Zouvi) : Hamilton Burgess
- Forest Whitaker (VQ : François L'Écuyer) : le docteur James Farmer Sr. (en)
- Gina Ravera : Ruth Tolson
- John Heard (VQ : Mario Desmarais) : le shérif Dozier
- Kimberly Elise (VQ : Isabelle Leyrolles) : Pearl Farmer
- Devyn A. Tyler : Helen Farmer
- Trenton McClain Boyd : Nathaniel Farmer
- Ritchie Montgomery : l'adjoint
- Jackson Walker : Garrett
- Tim Parati : Hinton
- Robert X. Golphin : Dunbar Reed

Référence : Doublage Québec

## Production
Le tournage a débuté le 13 mai 2007 et s'est déroulé à Boston, Mansfield, Marshall, Palestine, Shreveport et l'université Harvard de Cambridge.
C'est la première fois qu'un tournage est autorisé sur le campus de l'université Harvard depuis 1979.

## Accueil
Le film récolte 30 236 407 $ au box-office nord-américain.

## Distinctions

### Récompenses
- Prix de la liberté d'expression par la National Board of Review en 2007.
- Christopher Award en 2008.
- NAACP Image Award du meilleur film, meilleur acteur pour Denzel Washington, meilleure actrice pour Jurnee Smollett et meilleur second rôle masculin pour Forest Whitaker.
- Prix Stanley Kramer par la Producers Guild of America en 2008.

### Nominations
- Golden Globe du meilleur film dramatique en 2008.
- NAACP Image Award du meilleur réalisateur, meilleur scénariste et meilleurs seconds rôles masculins pour Nate Parker et Forest Whitaker en 2008.
- Bobine d'or par la Motion Picture Sound Editors pour Todd Kasow en 2008.
- Young Artist Award du meilleur second rôle masculin pour Denzel Whitaker en 2008.

## Commentaires
Le film montre l'équipe de débatteurs du Wiley College battant celle de l'université Harvard dans les années 1930. Ce débat n'a jamais eu lieu. Le débat le plus proche de celui du film est celui opposant Wiley et l'université de Californie du Sud, qui étaient à l'époque les champions nationaux. Le Wiley College a en effet remporté ce match.
Le scénariste Robert Eisele justifie ce choix :
« In that era, there was much at stake when a black college debated any white school, particularly one with the stature of Harvard. We used Harvard to demonstrate the heights they achieved. »
« À cette époque, il y avait beaucoup en jeu lorsqu'une université noire affrontait une école blanche, particulièrement une aussi prestigieuse qu'Harvard. Nous avons utilisé Harvard pour montrer l'importance de cet accomplissement. »
Le film passe sous silence une autre réalité historique : même s'ils ont battu les champions en titre, les « Great Debaters » ne furent pas autorisés à se dire victorieux, car ils  n'appartenaient pas à la debate society (ligue de débats). En effet les Afro-Américains ne furent admis dans cette ligue qu'après la Seconde Guerre mondiale.
C'est la deuxième fois de sa carrière que Denzel Washington passe derrière la camera. Il réalisa en 2003 Antwone Fisher (film), film pour lequel il est également producteur et acteur.